# Shinsadong Tiger
Lee Ho-yang (en hangul, 이호양; Pohang, 3 de junio de 1983-Seúl, 23 de febrero de 2024), más conocido por su nombre artístico Shinsadong Tiger (en hangul, 신사동호랭이), fue un productor y compositor surcoreano. Incluso después de debutar a los 18 años (19 en Corea), comenzó a trabajar arduamente para financiar su carrera musical. Se convirtió en una figura destacada en la industria del K-pop y fue el responsable de una serie de canciones que se han popularizado con el paso del tiempo. En 2010, fue nombrado el «Productor de nueva generación» en la décima octava entrega de los Korean Culture Entertainment Awards, y en 2011 fue nombrado como una de las figuras más influyentes en la industria de la música de Corea del Sur por OSEN. Lee tenía su propia discográfica, AB Entertainment, en la que debutó a su grupo de chicas, EXID.

## Biografía
Lee nació en 1983 en Gwangyang, Corea del Sur. En su infancia asistió a una escuela primaria en Pohang. Su fascinación por la música comenzó en la secundaria, y realizó una audición para JYP Entertainment, pero fue rechazado.

## Carrera
Después de debutar a la edad de 19 años, Lee comenzó a destacarse por su trabajo con artistas de K-pop. A pesar de que ha compuesto para varios artistas, también ha ganado prominencia por haber manejado al grupo de chicas EXID, así como la apertura de una academia de K-pop moderno. Ha recibido críticas por su énfasis en seguir las tendencias de la música popular y producir música comercial para «ídolos».  Lee ha admitido que a menudo utiliza una inspiración arbitraria para su estilo de composición, incluyendo rollos de papel higiénico como inspiración para la canción «Bo Peep Bo Peep» de T-ara.
En 2011, lanzó su propio sencillo, «Supermarket - The Half», en el que Doojoon, Junhyung y Gikwang de Highlight aparecen en la canción «Should I Hug or Not?» (en hangul, 안을까 말까). En 2012, él publicó su primer álbum Supermarket – Another Half, incluyendo las canciones «Over and Over» de 4minute, «Stop Doing That» de G.NA, y «In the Cloud», un solo de Dongwoon. «In The Cloud» fue lanzado el 24 de abril a la media noche de Corea.
En mayo de 2014, Wellmade Yedang se convirtió en el mayor accionista de la agencia de entretenimiento de Shinsadong Tiger, Cashmere Records.

## Discografía
Sencillos digitales
- 2011: «Supermarket – The Half» (acreditado a Highlight)
- 2011: «Super Hero» (Shinsadong Tiger y Mighty Mouth)

## Filmografía

### Programas de variedades
| Año  | Programa                      | Episodio | Notas                           |
| ---- | ----------------------------- | -------- | ------------------------------- |
| 2015 | I Can See Your Voice Season 2 | 5-8      | Miembro del papel de detectives |
| 2017 | I Can See Your Voice Season 4 | 9        | Miembro del papel de detectives |
| 2021 | King of Mask Singer           | #295     | concursó como "Polyhouse"       |

## Premios y nominaciones
| Año  | Premio                       | Categoría                       | Trabajo nominado                                      | Resultados |
| ---- | ---------------------------- | ------------------------------- | ----------------------------------------------------- | ---------- |
| 2008 | Golden Disk Awards           | Daesang digital                 | «One More Time» (Jewelry)                             | Ganador    |
| 2009 | Cyworld Digital Music Awards | Novato del mes — junio          | «Hot Issue» (4minute)                                 | Ganador    |
| 2009 | Cyworld Digital Music Awards | Novato del mes — Diciembre      | «Mystery» (Hightlight)                                | Ganador    |
| 2011 | Seoul Music Awards           | Premio bonsang                  | «HuH» (4minute)                                       | Ganador    |
| 2011 | Seoul Music Awards           | Premio bonsang                  | «Soom» (Hightlight)                                   | Ganador    |
| 2011 | Seoul Music Awards           | Premio bonsang                  | «Shock» (Hightlight)                                  | Ganador    |
| 2011 | KBS Music Festival           | Canción del año                 | «Fiction» (Hightlight)                                | Ganador    |
| 2011 | Golden Disk Awards           | Bonsang digital                 | «Mirror Mirror» (4minute)                             | Ganador    |
| 2011 | Golden Disk Awards           | Disco bonsang                   | Fiction and Fact (Hightlight)                         | Ganador    |
| 2013 | MelOn Music Awards           | Premio al escritor de canciones | «U&I» (Ailee) «NoNoNo» (A Pink) «Now» (Trouble Maker) | Ganador    |